# Belva Gaertner
Belva Gaertner (de soltera, Boosinger; 14 de septiembre de 1884 – 14 de mayo de 1965) fue una mujer estadounidense acusada de asesinato en un juicio en 1924. Inspiró el personaje de Velma Kelly/Velma Wall en la obra de teatro "Chicago" escrita por Maurine Dallas Watkins; Watkins informó sobre el juicio para el Chicago Tribune. El personaje también aparece en el musical basado en la obra teatral.

## Primeros años
Gaertner nació como Belva Eleanora Boosinger el 14 de septiembre de 1884, en Litchfield, Illinois de Mary Jane (de soltera, Clark) y Charles M. Boosinger. Era una cantante de cabaret que utilizó el nombre profesional de Belle Brown y se divorció tres veces. Su primer matrimonio fue con un tal señor Overbeck. En 1917, se casó con William Gaertner, un rico industrial veinte años mayor que ella, en Crown Point, Indiana. Cinco meses más tarde, William Gaertner presentó exitosamente una demanda para anular el matrimonio, reclamando que el divorcio de Belva y Overbeck no había sido finalizado. Después se volvieron a casar por segunda vez, pero se habían separado por el tiempo en que Belva fue acusada de asesinato.

## Asesinato de Walter Law
El 11 de marzo de 1924, Belva Gaertner presuntamente disparó y mató a su amante Walter Law, un hombre casado con un hijo. Law fue encontrado muerto en el asiento delantero del automóvil de Gaertner con una botella de ginebra y una pistola junto a él. Gaertner, encontrada más tarde en su apartamento con ropa empapada de sangre en el piso, confesó que estaba ebria y conducía con Law, pero no podía recordar qué había pasado.
Gaertner fue arrestada por el asesinato de Law en Chicago el 12 de marzo de 1924, y admitió haber estado bebiendo con Law en varios bares y casas de jazz, diciendo que  llevaba una pistola por temor a los ladrones.

## El juicio

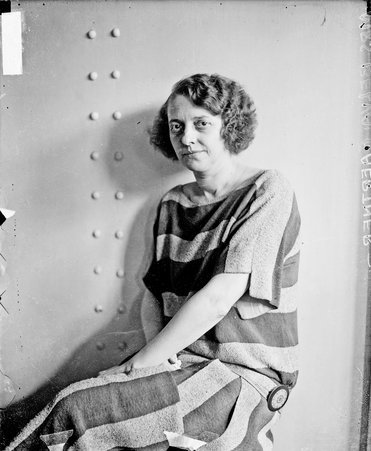
Belva Gaertner vistiendo su uniforme de prisionera en una cárcel de Chicago, Illinois en 1924.

Uno de los compañeros de trabajo de Law atestiguó que él le había confiado que Gaertner era una amante posesiva que le había amenazado con un cuchillo cuando intentó dejarla, y que Law creía que algún día le mataría.
Gaertner le dijo a Maurine Dallas Watkins: "Ninguna mujer puede amar a un hombre lo suficiente como para matarle. No valen la pena, porque siempre hay más en abundancia. Walter era solo un niño— 29 y yo 38. ¿Por qué debería preocuparme si me amaba o si me dejaba? Ginebra y pistolas— cualquiera es bastante mala, pero juntas te meten en un desastre, ¿no?" Gaertner fue defendida por William Scott Stewart.
La defensa de Gaertner era que Law podría haberse suicidado con la pistola. Fue absuelta en junio de 1924.

## Vida posterior
En 1925, después del juicio, volvió a casarse con William Gaertner. En 1926, Gaertner solicitó de nuevo el divorcio, reclamando que ella era abusiva y alcohólica. El 5 de julio, Gaertner reclamó que su mujer lo amenazó con asesinarle después de que la encontró con otro hombre. Fue condenada por conducir ebria en noviembre de 1926.
Por 1930, ella y Gaertner se habían mudado a Europa. William Gaertner falleció el 2 de diciembre de 1948, en Wilmette, Illinois, Belva se trasladó a Pasadena, California y vivió con su hermana, Ethel Kraushaar. Murió por causas naturales el 14 de mayo de 1965, a los 80 años.

## Adaptaciones teatrales y en la pantalla
Gaertner asistió en 1927 al estreno de la obra teatral de Watkins Chicago, en la gran ciudad homónima en Illinois. La exitosa obra fue adaptada en el mismo 1927 en una película muda, en una obra musical en 1975, y en una película musical en 2002 (la cual ganó el Premio Óscar a la Mejor Película), todas con el mismo nombre, así como la comedia romántica de 1942 Roxie Hart.
Velma Kelly, el personaje del musical de 1975 inspirado en ella, le hizo ganar a Bebe Neuwirth el premio Tony a  la mejor actriz principal en un musical durante su aclamado reestreno en 1996; por él Catherine Zeta-Jones también ganó el Premio de la Academia a la mejor actriz de reparto por su adaptación a película en 2002. El personaje es llamado sencillamente "Velma" en la película de 1927 y "Velma Wall" en la de 1942; ambos eran personajes menores en comparación con la Velma Kelly del musical así como Roxie Hart, el personaje inspirado en Beulah Annan que apareció en todas las versiones de Chicago.